# Bruinkoolmijn Bełchatów
De Bruinkoolmijn Bełchatów (Pools: Kopalnia Węgla Brunatnego Bełchatów S.A.) of KWB Bełchatów, is de grootste dagbouwmijn van Polen.
Deze open bruinkoolmijn in Belchatów voedt de naastgelegen elektriciteitscentrale Bełchatów.